# Új-zélandi női labdarúgó-válogatott
Az új-zélandi női labdarúgó-válogatott képviseli Új-Zélandot a nemzetközi női labdarúgó eseményeken. A csapatot az Új-zélandi labdarúgó-szövetség szervezi és irányítja.
Az új-zélandi női nemzeti csapat eddig öt világbajnokságon és négy olimpián vett részt. OFC-nemzetek kupáján pedig mindegyik alkalommal szerepelt.

## Nemzetközi eredmények

### Világbajnoki szereplés
| Év       | Helyszín         | Eredmény      | Hely | M  | Gy | D | V  | Rg | Kg | Gk  | P |
| -------- | ---------------- | ------------- | ---- | -- | -- | - | -- | -- | -- | --- | - |
| 1991     | Kína             |               | 11   | 3  | 0  | 0 | 3  | 1  | 11 | -10 | 0 |
| 1995     | Svédország       | nem jutott be | –    | –  | –  | – | –  | –  | –  | –   | – |
| 1999     | Egyesült Államok | nem jutott be | –    | –  | –  | – | –  | –  | –  | –   | – |
| 2003     | Egyesült Államok | nem jutott be | –    | –  | –  | – | –  | –  | –  | –   | – |
| 2007     | Kína             |               | 14   | 3  | 0  | 0 | 3  | 0  | 9  | -9  | 0 |
| 2011     | Németország      |               | 12   | 3  | 0  | 1 | 2  | 4  | 6  | -2  | 1 |
| 2015     | Kanada           |               | 19   | 3  | 0  | 2 | 1  | 2  | 3  | -1  | 2 |
| 2019     | Franciaország    |               | 20   | 3  | 0  | 0 | 3  | 1  | 5  | -4  | 0 |
| Összesen | Összesen         | 8 / 5         |      | 15 | 0  | 3 | 12 | 8  | 34 | -26 | 3 |

### OFC-nemzetek kupájaszereplés
| Év       | Helyszín        | Eredmény   | Hely | M  | Gy | D | V | Rg  | Kg | Gk  | P  |
| -------- | --------------- | ---------- | ---- | -- | -- | - | - | --- | -- | --- | -- |
| 1983     | Új-Kaledónia    | aranyérmes | 1.   | 4  | 3  | 1 | 0 | 24  | 3  | 21  | 7  |
| 1986     | Új-Zéland       | bronzérmes | 3.   | 3  | 1  | 0 | 2 | 3   | 3  | 0   | 2  |
| 1989     | Ausztrália      | ezüstérmes | 2.   | 4  | 4  | 0 | 1 | 10  | 1  | 10  | 8  |
| 1991     | Ausztrália      | aranyérmes | 1.   | 4  | 3  | 0 | 1 | 28  | 1  | 27  | 6  |
| 1994     | Pápua Új-Guinea | ezüstérmes | 2.   | 4  | 3  | 0 | 1 | 10  | 2  | 8   | 9  |
| 1998     | Új-Zéland       | ezüstérmes | 2.   | 4  | 3  | 0 | 1 | 41  | 3  | 38  | 9  |
| 2003     | Ausztrália      | ezüstérmes | 2.   | 4  | 3  | 0 | 1 | 29  | 2  | 27  | 9  |
| 2007     | Pápua Új-Guinea | aranyérmes | 1.   | 3  | 3  | 0 | 0 | 21  | 1  | 20  | 9  |
| 2010     | Új-Zéland       | aranyérmes | 1.   | 5  | 5  | 0 | 0 | 50  | 0  | 50  | 15 |
| 2014     | Pápua Új-Guinea | aranyérmes | 1.   | 3  | 3  | 0 | 0 | 30  | 0  | 30  | 9  |
| 2018     | Új-Kaledónia    | aranyérmes | 1.   | 5  | 5  | 0 | 0 | 43  | 0  | 43  | 15 |
| Összesen | Összesen        | 11 / 11    |      | 43 | 36 | 1 | 8 | 289 | 16 | 273 | 98 |

### Olimpiai szereplés
| Év       | Helyszín       | Eredmény      | M  | Gy | D | V  | Rg | Kg | Gk  | P |
| -------- | -------------- | ------------- | -- | -- | - | -- | -- | -- | --- | - |
| 1996     | Atlanta        | nem jutott be | –  | –  | – | –  | –  | –  | –   | – |
| 2000     | Sydney         | nem jutott be | –  | –  | – | –  | –  | –  | –   | – |
| 2004     | Athén          | nem jutott be | –  | –  | – | –  | –  | –  | –   | – |
| 2008     | Peking         | csoportkör    | 3  | 0  | 1 | 2  | 2  | 7  | -5  | 1 |
| 2012     | London         | negyeddöntő   | 4  | 1  | 0 | 3  | 3  | 5  | -2  | 3 |
| 2016     | Rio de Janeiro | csoportkör    | 3  | 1  | 0 | 2  | 1  | 5  | -4  | 3 |
| 2020     | Tokió          | bejutott      | 3  | 0  | 0 | 3  | 2  | 10 | -8  | – |
| Összesen | Összesen       | 7 / 4         | 13 | 2  | 1 | 10 | 8  | 27 | -19 | 7 |

## Lásd még
- Új-zélandi labdarúgó-válogatott